# Service express régional métropolitain stéphanois
Le Service express régional métropolitain stéphanois (SERM stéphanois) est un projet ambitieux visant à transformer le réseau de transports en commun de la région de Saint-Étienne. Initiée en février 2025, cette initiative s'inscrit dans le cadre des Services express régionaux métropolitains (SERM) déployés à l'échelle nationale pour améliorer la mobilité urbaine.

## Contexte et objectifs
Avec environ 2,35 millions de déplacements quotidiens dans l'agglomération stéphanoise, dont 95 % internes au territoire, la dépendance à la voiture est élevée. Chaque jour, environ 50 000 personnes non-résidentes entrent à Saint-Étienne en voiture, soulignant la nécessité de proposer des alternatives de transport efficaces. Le SERM stéphanois vise à réduire cette dépendance, améliorer la qualité de l'air et diminuer les émissions de CO₂.

## Caractéristiques du projet
Les principales caractéristiques du SERM stéphanois incluent :
- Fréquence accrue des trains : circulation toutes les 15 minutes aux heures de pointe, avec des horaires élargis le matin et le soir.
- Interconnexion améliorée : meilleure coordination avec les bus, tramways, vélos et services de covoiturage.
- Accessibilité renforcée : amélioration de l'accès aux gares et aux zones périurbaines, avec une tarification multi-réseaux adaptée.
- Information voyageur optimisée : simplification et amélioration des informations pour des parcours plus fluides[1].

## Phases de développement
Le projet est actuellement en phase de préfiguration, avec des études lancées pour définir un plan d'actions échelonné dans le temps. Ces études, d'un montant de 1,7 million d'euros, sont financées par l'État (50 %), la Région Auvergne-Rhône-Alpes (25 %) et Saint-Étienne Métropole (25 %).